# Дурово (Беленінське сільське поселення)
Дурово (рос. Дурово) — присілок Сафоновського району Смоленської області Росії. Входить до складу Беленінського сільського поселення.
Населення — 1 особа (2007 рік).